# Polymorphinoidea
Polymorphinoidea es una superfamilia de foraminíferos del suborden Lagenina y del orden Lagenida. Su rango cronoestratigráfico abarca desde el Carniense (Triásico superior) hasta la Actualidad.

## Discusión
Clasificaciones previas incluían las familias de Polymorphinoidea en la superfamilia Nodosarioidea.

## Clasificación
Polymorphinoidea incluye a las siguientes familias:
- Familia Polymorphinidae
- Familia Ellipsolagenidae
- Familia Glandulinidae